# EyeOS

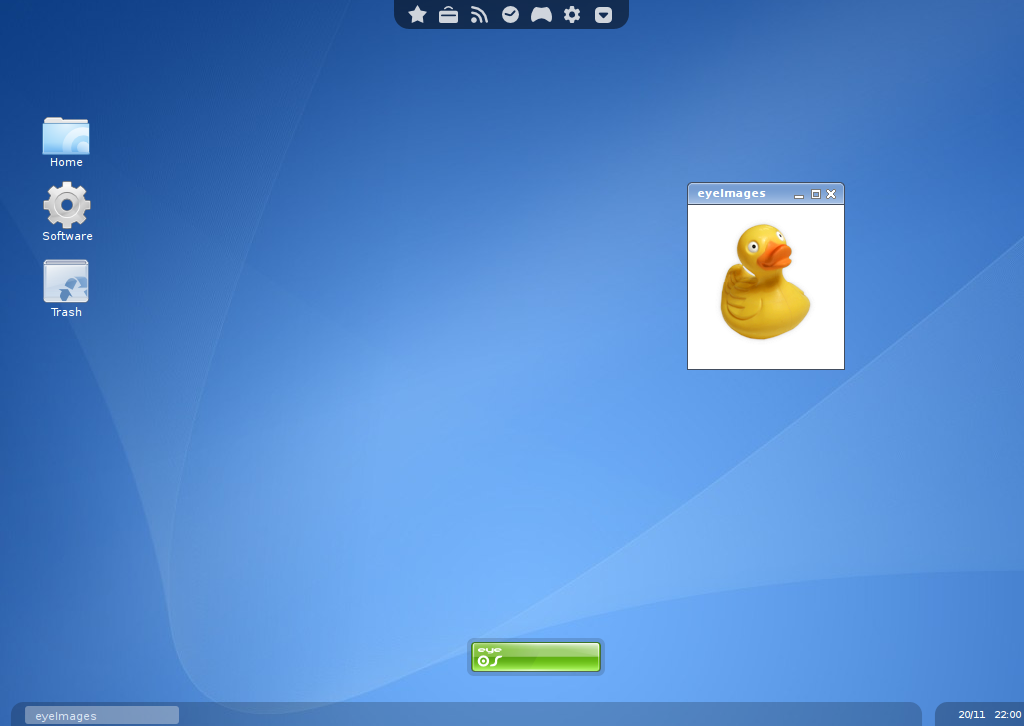
Заглавная страница eyeOS

Пример сеанса eyeOS

eyeOS — кроссплатформенная сетевая операционная система с открытым кодом, основанная на принципе Desktop Operating System (операционная система с применением решения «рабочий стол»). Базовый комплект включает в себя собственно операционную систему и несколько офисных приложений: текстовый редактор, календарь, менеджер файлов, мессенджер, браузер, калькулятор и другие.
eyeOS использует HTML, PHP, AJAX и JavaScript для обеспечения доступа к личной учётной записи. Главное отличие от других реализаций рабочего стола состоит в том, что в eyeOS нет необходимости в установке программного обеспечения на компьютер. Рабочий стол, используемые приложения и вся необходимая информация доступны, при условии доступа в Интернет, из любого браузера с поддержкой AJAX и (для некоторых приложений) Adobe Flash.
eyeOS предлагает завершённую, настраиваемую и свободно распространяемую (по лицензии AGPL) систему для работы и организации рабочего времени. Есть также веб-сайт, на котором представлены внешние приложения для eyeOS, называемые eyeApps.

## История выпусков версий
Первая публично доступная версия eyeOS была выпущена 1 августа 2005 года под названием eyeOS 0.6.0.
После двух лет дальнейшей разработки, 4 июня 2007 года команда eyeOS Team опубликовала стабильную версию eyeOS 1.0. В сравнении с предыдущей опубликованной версией, в eyeOS 1.0 был полностью реорганизован программный код и представлено несколько новых веб-технологий, таких как, например, eyeSoft — основанную на Portage систему установки веб-приложений. Также, данная версия включала в себя eyeOS Toolkit — набор библиотек, позволяющих быстро и достаточно просто разрабатывать новые веб-приложения.
В следующем релизе eyeOS 1.1, представленном 2 июля 2007 года была изменена политика лицензирования и произведен переход с GPL Version 2 на Version 3.
Через несколько месяцев после публикации eyeOS 1.1 29 октября 2007 года была выпущена eyeOS 1.2, в которую была интегрирована полная поддержка работы с файлами Microsoft Word.
Версия eyeOS 1.5 получила наименование «Gala» и была опубликована 15 января 2008 года. В этом релизе впервые была осуществлена поддержка двух форматов Microsoft Office и OpenOffice.org файлов документов, презентаций и электронных таблиц. При этом была реализована возможность экспорта и импорта документов в обоих форматах с использованием обработки на стороне сервера.
25 апреля 2008 года была выпущена версия eyeOS 1.6 «Gala Sync», включающая в себя разнообразные улучшения, такие как: синхронизация с локальным компьютером, drag and drop, поддержка работы на мобильных устройствах и многое другое.
Несмотря на то, что дальнейшая разработка eyeOS была сфокусирована на реализации версии 2.0, 30 сентября 2008 года был опубликован очередной релиз линейки 1.x — eyeOS 1.7 под кодовым наименованием «Lars», 7 января 2009 года — «новогодний» релиз eyeOS 1.8, а 23 февраля 2010 года — релиз 1.9.
28 июля 2010 года был выпущен первый стабильный релиз линейки 2.х — релиз 2.2. Из новинок представлен новый инсталлер, полная совместимость с актуальными на тот момент времени браузерами (IE7), обновленный до последней версии Qooxdoo, серьезный тюнинг по скорости и 32 языка для интерфейса.
В версии 2.3, выпущенной 9 февраля 2011 года количество переводов интерфейсов возросло до 40, а также улучшена графика и переписана работы системы реального времени.
Версия 2.4, выпущенная 11 апреля 2011 года получила кодовое имя «Japan». В ней был упрощен доступ к локальным данным
на компьютере пользователя, добавлен почтовый клиент, мессенджер и открытие доступа на выбранные файлы для других пользователей. Также появился доступ в ОС через мобильные устройства.
14 мая 2011 года была выпущена версия 2.5, в которой добавили еще один язык локализации (итого доступен 41 язык), новый календарь с возможностью открывать другим пользователям доступ до своих событий и автоматический конвертер видеофайлов в формат понятный для встроенного плеера. Кроме того появилась совместимость с устройствами под iOS.
15 сентября 2011 года появилась первая платная версия eyeOS Professional Edition.
Основными отличиями этого релиза от предыдущих стали:
- eyeRun: позволяет открывать файлы, сохраненные в «облаке» в локально установленных приложениях, таких как, например, Microsoft Office, Adobe Photoshop и т. д.
- eyeSync: обеспечивает синхронизацию между версиями файлов, которые хранятся в «облаке» и локальными версиями
- интеграция с Active directory/LDAP
- работа с любыми мобильными устройствами.

1 апреля 2014 года компания Telefónica объявила о приобретении eyeOS, планируя развивать мобильные облачные сервисы и бесплатные программные решения. eyeOS будет продолжать использовать свою штаб-квартиру в каталонском городе, но теперь станет частью Telefónica. После интеграции с Telefónica eyeOS будет продолжать функционировать как независимая дочерняя компания, возглавляемая ее нынешним генеральным директором Мишелем Кисфалуди.
Проект oneye явился развитием eyeOS.

## Структура и API
Для разработчиков eyeOS предлагает eyeOS Toolkit — набор библиотек и функций для разработки приложений под eyeOS. При помощи интегрированной, базирующейся на Portage системы eyeSoft можно создать личный репозиторий для распространения разработанных приложений.
Каждая часть рабочего стола операционной системы, так же как и каждое приложение использует JavaScript для отправки серверу команд при каждом действии пользователя. При этом используется технология AJAX, вследствие чего уменьшается объём информации, получаемый обратно в ответе от сервера. Серверный ответ формируется в виде файла формата XML, который обрабатывается на стороне клиента.
Для хранения информации на стороне сервера eyeOS также использует формат XML. Для устранения опасности возникновения узкого места в производительности при использовании плоских файлов большого объёма для хранения информации данные и настройки каждого пользователя хранятся в разных файлах.

## Награды
- 2007 год — Лучшая веб операционная система, присуждена Softpedia[16].
- 2007 год — Финалист SourceForge Community Choice Awards 2007 в категории «Лучший проект». Победитель в категории: 7-Zip[17].
- 2007 год — Победитель Yahoo! Spain Web Revelation award в категории «Технологии»[18][19].
- 2008 год — Финалист Webware 100 awards от CNET, в категории «Поиск»[20].
- 2008 год — Финалист SourceForge Community Choice Awards 2008 в категории «Most Likely to Change the World». Победителем в категории стал Linux[21].
- 2009 год — Полуфиналист Google Online Marketing Challenge[22].
- 2010 год — BDigital Award[23].
- 2010 год — ACC1Ó award за наиболее значительный рост среди 50 проектов-претендентов[24].
- 2010 год — BMW Initiative award[24].
- 2011 год — Победитель Spanish Innovator of the Year 2011 как наиболее инновационная каталанская компания 2011 года[25].